# Ковальский, Вильгельм-Франц Альфредович
Вильгельм-Франц Альфредович Ковальский (4 мая 1868, Тифлис, Российская империя — ?) — русский архитектор и гражданский инженер польского происхождения.

## Биография
Вильгельм-Франц Альфредович родился 4 мая 1868 году в городе Тифлисе. Сын врача. Учился в Тифлисском реальном училище. В 1889—1891 годах учился в Императорской Академии художеств. В 1891—1897 годах учился в Институте гражданских инженеров императора Николая I. С 1901 по 1903 годы служил сверхштатным техником Строительного отделения Московского Губернского правления. Преподавал в Московском инженерном училище. После переехал на Кавказ и в 1904—1912 годах работал архитектором города Сухуми. С февраля 1912 по май 1913 годы выполнял обязанности городского архитектора и землемера Пятигорска. Занимался расширением Юцкого водопровода и замощением улиц Пятигорска. 21 мая 1913 года был уволен за выезд в отпуск без разрешения. Дальнейшая судьба зодчего неизвестна.

## Постройки
- Доходный дом (1900, Большой Каретный переулок, 15)[1]
- Перестройка дома Общества попечения о бедных (1900, улица Россолимо, 10)[1].